# Parafia św. Jana Chrzciciela w Bągarcie
Parafia św. Jana Chrzciciela w Bągarcie – parafia rzymskokatolicka w diecezji elbląskiej. Erygowana 1 lipca 1989 przez biskupa warmińskiego Edmunda Piszcza.
Na obszarze parafii leżą miejscowości: Bągart i Bruk. Tereny te znajdują się w gminie Dzierzgoń w powiecie sztumskim, w województwie pomorskim.
Kościół parafialny w Bągarcie został wybudowany ok. 1320, poświęcony w 1795.
W miejscowości Bruk znajduje się kościół filialny.
Przy parafii działa Caritas i Żywy Różaniec. Według danych z 2006 parafia liczyła około 950 wiernych. 

## Proboszczowie
- 1989–1992: ks. Henryk Piątkowski
- 1992–2011: ks. kan. Tadeusz Pietruszka
- 2011–2015: ks. Robert Ziemiański
- 2015–2021: ks. Tadeusz Szamatowicz
- 2021–2022: ks. Piotr Radomski (administrator)
- od 2022: ks. Damian Tomczyk